# Oenothera acutifolia
Oenothera acutifolia är en dunörtsväxtart som beskrevs av Rostanski. Oenothera acutifolia ingår i släktet nattljussläktet, och familjen dunörtsväxter. Inga underarter finns listade i Catalogue of Life.